# Ivan Král
Ivan Král, případně též Kral, (12. května 1948 Praha – 2. února 2020 Ann Arbor, Michigan) byl český hudebník, který proslul jako kytarista a baskytarista skupiny Patti Smith Group v 70. letech 20. století. Byl také jedním z režisérů dokumentárního filmu The Blank Generation z roku 1976 a byl nominován na Českého lva v roce 2001 v kategorii Nejlepší hudba k filmu Cabriolet.

## Dětství a počátky kariéry

### Československo
Narodil se 12. května 1948 v Praze. Jeho otec Karel v té době pracoval jako překladatel pro Českou tiskovou kancelář a ve volných chvílích hrál na housle. Matka Otýlie byla amatérská klavíristka. Jejich prvním dítětem byl syn Pavel, narozený čtyři roky před Ivanem. Když bylo Ivanovi přibližně šest let, začal dostávat první lekce hry na klavír. Ten později vyměnil za kytaru. Jeho starší bratr hrál na kytaru a působil i v kapele, která hrála vlastní autorské písně. On sám se později, pod vlivem Olympicu, The Beatles a divadla Semafor, rozhodl založit vlastní skupinu. Ta dostala název Saze a kromě Ivana Krále, který zpíval a hrál na kytaru, v ní působili druhý kytarista Tomáš Roztočil, baskytarista Mirek Kalivoda a bubeník Jiří Bělič. Jediný větší úspěch skupina zaznamenala s písní „Pierot“, která se dostala do hitparády Dvanáct na houpačce uváděné Jiřím Černým. Kromě toho hráli v raných představeních dvojice komiků Miloslava Šimka a Jiřího Grossmanna. V roce 1964 dostal jeho otec nabídku pracovat pro ČTK v New Yorku, kterou přijal. Se svou manželkou se do Spojených států odstěhoval, ale komunistický režim neumožnil vycestovat i jejich dětem.

### Spojené státy americké
Cesta za rodiči byla sourozencům dovolena až v roce 1966 poté, co Ivan udělal maturitu, a to pouze na jeden měsíc. Přestože se Ivan chtěl po měsíci vrátit do Prahy, kde skupina Saze začínala mít první úspěchy, jeho otec mu to zakázal. Brzy začal pracovat jako poslíček v OSN, pomalu se učil anglicky a nakonec nastoupil na univerzitu v Geneseo na západě státu New York, kde studoval francouzskou literaturu. Při studiu si přivydělával různými brigádami, například ve stavebnictví a nakonec, po dokončení univerzity, na čerpací stanici, kde s ním začal pracovat i další přistěhovalec z Československa, jeho spoluhráč ze skupiny Saze Mirek Kalivoda (později používající jméno Eric Bierman). Nadále se snažil sehnat práci, která by jej přiblížila zpět k hudbě. To se mu nakonec podařilo, když začal počátkem 70. let pracovat pro společnost Apple Records. Tu založili členové skupiny The Beatles a měla vydávat jak jejich vlastní nahrávky, tak i nahrávky jejich oblíbených hudebníků. V roce 1971 odehrál několik vystoupení s písničkářem Davidem Peelem.
V roce 1972 založil vlastní kapelu Luger. V té jej doprovázeli druhý kytarista Mister Paulin, baskytarista Jon Thomas a bubeník Shayne Harris. Skupina odehrála řadu koncertů v malých podnicích, několikrát vystupovala se skupinou Kiss, s jejímiž členy, obzvlášť baskytaristou Genem Simmonsem, se Král spřátelil. Kapela Luger se postupem času rozpadla. V té době odešel od společnosti Apple Records a začal pracovat ve firmě New Line Cinema, kde se věnoval čištění filmů a jejich distribuci. V té době začal chodit s dívkou indiánského původu, Lynette Bean.

## Kariéra

### Patti Smith

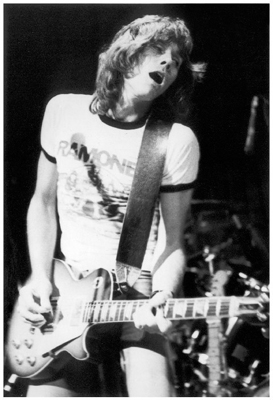
Ivan Král během turné k albu Easter, USA 1978.

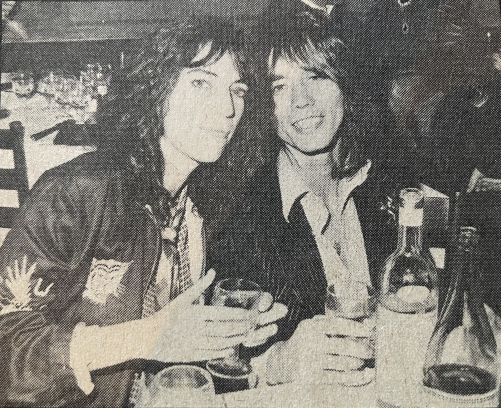
Patti Smith a Ivan Král během večírku k propagaci alba, Itálie 1978.

V roce 1974, po rozpadu kapely Luger, začal hrát ve skupině Blondie, v jejímž čele stála zpěvačka Debbie Harry. Ze skupiny se však záhy rozhodl odejít. Později se dozvěděl, že zpěvačka a básnířka Patti Smith shání do své skupiny, ve které do té doby působili jen kytarista Lenny Kaye a klávesista Richard Sohl, dalšího člena, hráče na baskytaru. Na baskytaru nehrál, ale během týdne se naučil základy hry na baskytaru a místo ve skupině dostal. Kromě baskytary hrál ve skupině také na kytaru. Kromě domovského New Yorku (klubu CBGB) hráli také v Los Angeles či San Franciscu. Později se ke skupině přidal pátý člen, bubeník Jay Dee Daugherty, který byl původně zvukařem.
V roce 1975 skupina Patti Smith podepsala smlouvu se společností Arista Records na vydání své první desky. To bylo nahráno ve studiu Electric Lady Studios, které krátce před svou smrtí založil kytarista Jimi Hendrix. Produkce se ujal velšský hudebník John Cale, kterého Patti Smith a Lenny Kaye obdivovali pro jeho působení ve skupině The Velvet Underground. Album nakonec dostalo název Horses a vyšlo v listopadu 1975. Král se autorsky podílel na dvou písních – „Birdland“ a „Kimberly“. Po vydání alba se skupina vydala na další turné, tentokrát i do Evropy. Po turné šli znovu do studia a nahráli svou druhou desku, která vyšla v říjnu 1976 pod názvem Radio Ethiopia. Na té je Král autorsky podepsán pod čtyřmi z osmi písní – „Ask the Angels“, „Ain't It Strange“, „Pissing in a River“ a „Pumping (My Heart)“. Oproti prvnímu albu s drsnějším zvukem bylo přístupnější, do značné míry díky vlivu producenta Jacka Douglase. V 70. letech kromě hudby také filmoval v různých newyorských klubech vystoupení začínajících skupin, jako byli například Ramones a Television. Později z různých záznamů vytvořil dokumentární film The Blank Generation, uvedený v roce 1976.
V lednu 1977 spadla Patti Smith při jednom koncertu z pódia a vážně se poranila. Veškeré další aktivity skupiny byly na dlouhé měsíce přerušeny. Král si následně začal shánět jinou práci. Jednou z nich bylo hraní na akci Miss All Bare America, soutěž, ve které zvítězila Joy Rider. Poté začal pracovat v erotickém divadle a kině, ale práci záhy opustil. Když se Patti Smith zotavila, začala se skupinou pracovat na třetí desce, nazvané Easter. Jako producenta si tentokrát zvolili Jimmyho Iovina. Album, které vyšlo v březnu 1978, obsahuje dvě písně, jejichž spoluautorem je Král – „Space Monkey“ a „25th Floor“. Na desce se rovněž podílel nový člen, klávesista Bruce Brody, který nahradil Richarda Sohla. V listopadu 1977 doprovodil zpěvačku při vystoupení pro Amnesty International. Patti Smith zde na podporu vězněných československých hudebníků vystoupila s básní „100 %“, která byla založená na překladu textu od Františka Vaněčka. Kromě řady koncertů na podporu alba Easter odehrál koncem prosince 1978 několik koncertů v CBGB ve skupině Johna Calea.
V květnu 1979 vydala Patti Smith své čtvrté album Wave, které produkoval Todd Rundgren. To obsahuje tři písně, na kterých se autorsky podílel Ivan Král – „Revenge“, „Citizen Ship“ (jejíž text je věnován Královi) a velký hit „Dancing Barefoot“, jehož historie sahá až do doby, kdy působil ve skupině Saze. Po vydání alba následovala řada dalších koncertů, které skončily v září 1979. Po koncertu ve Florencii 10. září 1979 se Patti Smith na dlouhé roky stáhla z veřejného života a začala se věnovat rodině.

### Pozdější období

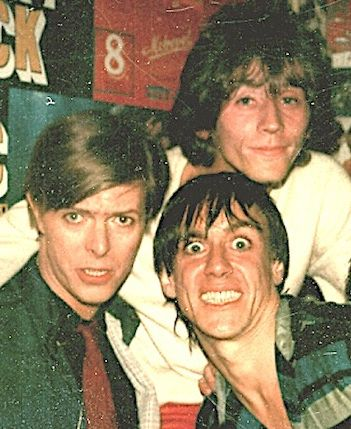
David Bowie, Iggy Pop a Ivan Král v Berlíně v roce 1980.

Po rozpadu kapely Patti Smith kontaktoval zpěváka Iggyho Popa, který dlouhodobě prohlašoval, že si s Králem jednoho dne zahraje (a ještě dříve měl zájem produkovat nahrávky kapely Luger). Pop právě pracoval na svém novém albu Soldier a tak Krále přizval, aby se na ní podílel. Král se nakonec stal i členem Popovy koncertní kapely. Tou během Králova působení prošla řada členů. Uprostřed jednoho turné se Pop rozhodl vyhodit kromě Krále všechny členy. Následně právě Krále pověřil, aby v New Yorku sestavil skupinu z nových členů. Po skončení turné začala dvojice pracovat na novém albu. To nakonec vyšlo pod názvem Party a obsahuje osm písní, na kterých se Král autorsky podílel (kromě toho ještě dvě coververze). Napsali spolu však téměř dvě desítky písní, které se na desku nedostaly. Úspěch zaznamenal především singl „Bang Bang“, jehož coververzi později vydal David Bowie na svém albu Never Let Me Down (1987). Deska Party naopak úspěchu nedosáhla, bývá často označována za vůbec nejhorší v Popově kariéře. Král od Iggyho Popa odešel v srpnu 1981.
Po odchodu od Iggyho Popa začal spolupracovat s anglickým zpěvákem Johnem Waitem, který se po úspěchu své skupiny The Babys rozhodl vydat na sólovou dráhu. Nahráli spolu desku Ignition, která obsahuje čtyři Královy písně. Dále se na desce podíleli Bruce Brody, Králův bývalý spoluhráč ze skupiny Patti Smith, a bubeník Frankie LaRocka, se kterým Král znovu spolupracoval při dalších příležitostech. Později se s Waitovou kapelou vydal na turné a zůstal v ní až do roku 1983. V té době Krále kontaktoval režisér Barry Levinson, aby nahrál coververzi jedné písně pro jeho chystaný film Bistro. Jelikož byl režisér s výsledkem spokojen, rozhodl se pověřit ho složením kompletní hudby k filmu. Král nakonec přizval ještě Bruce Brodyho.
V 80. letech pracoval v nahrávacím studiu PAWS v New Yorku, kde v době jeho působení nahrávali například Mick Jagger či The B-52's. Ještě v roce 1983 se podílel na produkci singlu Insomnia in Zambia zpěvačky Joy Rider, s níž v té době zároveň odehrál několik koncertů. Dále produkoval nahrávky kapel The Vipers a Band of Outsiders. V té době se se svou přítelkyni Lynette, se kterou se od jejich seznámení několikrát rozešel, oženil a usadil se ve městě New Brunswick v New Jersey, kde vedl půjčovnu videokazet. Tehdy se hudbě téměř nevěnoval. Roku 1986 se rozhodl založit novou skupinu, která dostala název Eastern Bloc, a v roce 1987 vydala své jediné album. Na bicí ve skupině hrál Frankie LaRocka. Přestože na desce nehrál, při koncertech kapelu doprovázel Tony Shanahan, který v 90. letech, když se Patti Smith vrátila k hudbě, zaujal Královo místo v její skupině. Po ukončení činnosti skupiny Eastern Bloc se rozhodl odstěhovat do Seattlu, kde měla jeho manželka rodinu. Těsně před odjezdem se zúčastnil koncertu, jehož záznam později vyšel na desce Slaves of New Brunswick, a při němž hráli coververze různých starých písní.
V Seattlu pracoval jako řidič pro Armádu spásy, později opravoval dřevěné obložení domů a vlastnil obchod se starožitnostmi. Rovněž se spřátelil se Zbyňkem Pavlíčkem, dalším československým emigrantem, s nímž vedl stánek s palačinkami. Pavlíček, jenž hrál na baskytaru, jej zároveň přemluvil, aby se znovu začal věnovat hudbě. Ještě předtím však odjel do Evropy, kde krátce hrál se zpěvákem Marcem Jeffreyem, s nímž nahrál jedno album nazvané Playtime. Skupina, kterou založil s Pavlíčkem, se jmenovala Native, v níž dále působil bubeník Mackenzie Brown. V roce 1992 vydala své jediné, eponymní album. Rovněž odehráli krátké turné po Evropě, ale na většinu koncertů přišlo jen několik návštěvníků. V té době také poprvé od roku 1966 navštívil Prahu. Roku 1993 hrál na albu Satisfied Mind americké skupiny The Walkabouts, konkrétně v coververzi písně „Free Money“ od Patti Smith.

### Návrat do Česka

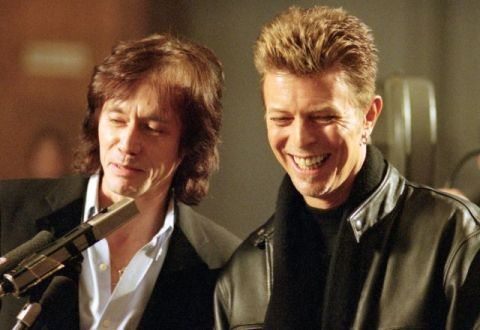
Ivan Král a David Bowie, Praha 1996.

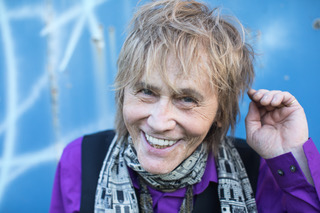
Ivan Král před posprejovaným vlakem v Michiganu, USA 2017.

Počátkem 90. let se stále častěji vracel do Česka, kde se začal věnovat práci producenta. Prvním albem, které zde produkoval, byla deska Kiss the Sky slovenského zpěváka Roberta Stanka, pro niž zároveň napsal několik písní. V následujícím roce produkoval eponymní album pražské kapely Garáž. Úspěch mělo další album, které také produkoval a to Černý kočky mokrý žáby skupiny Lucie. Na nahrávce zároveň hrál na baskytaru, kytaru a je spoluautorem několika písní. Deska byla v roce 2011 na cenách Anděl vyhlášena albem dvacetiletí. V roce 1994 také vydal své první sólové album s názvem Nostalgia, na kterou zařadil i později velký hit „Winner Takes All“. kromě toho album obsahuje mluvenou píseň „Perfect Moon“, kterou recituje Patti Smith a na klavír hraje John Cale. V lednu 1995 měl premiéru dokumentární film o Královi, nazvaný Dancing Barefoot, jehož režisérem byl Zdeněk Suchý. Vystupovala v něm řada hudebníků jeho kariéry, včetně Patti Smith, Johna Calea, Iggyho Popa a Debbie Harry. Další produkcí se věnoval skupině Mňága a Žďorp, se kterou nahrál desku Ryzí zlato. Po jejím dokončení se ujal produkce eponymní desky skupiny Alice. Třetím z produkčních projektů roku 1995 bylo album Některý věci jsou jenom jednou zpěváka Janka Ledeckého.
V roce 1996 produkoval album Znám tolik písní… od Jiřího Suchého, kterého obdivoval z mládí. Roku 1998 produkoval eponymní desku kapely Walk Choc Ice, která s ním již o dva roky dříve hrála coby doprovodná skupina při jeho sólových koncertech. V té době produkoval také alba Josefa Pilaře, Miroslava Žbirky a Lenky Filipové. Nadále se věnoval koncertování a vydávání sólových alb. V roce 1996 na debutovou Nostalgii navázal deskou Ohlédnutí/Looking Back, obsahující demonahrávky a záznam z koncertu. Další studiová deska Prohlédnutí/Clear Eyes následovala v roce 1998, kde kromě písní zpívaných anglicky je také jeho první česká píseň, „Mám tvůj stín“ s textem Jiřího Suchého. Dále nahrál desku Alias ve spolupráci s Ivanem Hlasem, Davidem Kollerem a Karlem Šůchou. Roku 1997 složil hudbu k filmu Modré z nebe slovenské režisérky Evy Borušovičové, který rovněž vyšel na samostatném albu. Roku 1999 vyšlo album … „dancing barefoot“ složené převážně z nových verzí písní, které v minulosti napsal pro Patti Smith a Iggyho Popa. Po roce 2000 začaly klesat prodeje fyzických nosičů a společnost Universal, se kterou měl Král v té době smlouvu, se místo čekání na další nová alba rozhodla vydat výběrovou desku Best Of (2001), aby uspíšila naplnění smlouvy. Král se v té době vrátil k tvorbě filmové hudby, když napsal hudbu pro film Cabriolet režiséra Marcela Bystroně. Roku 2002 vydal novou řadovou desku Photoalbum, která je oproti jeho předchozí tvorbě mnohem tvrdší. Dále vyšlo album Erotická revue, které obsahuje zhudebněné texty od anonymních autorů z 20. let, jež načetla herečka Renata Rychlá. V roce 2004 se naposledy věnoval produkci – podílel na několika písních z desky Spousta andělů zpěvačky Anety Langerové.

### Poslední léta
Kolem roku 2004 se natrvalo vrátil do Spojených států amerických a hudbě se věnoval minimálně. Občas se vracel do Česka, kde vždy odehrál několik koncertů, často za doprovodu kytaristy Jana Ponocného. V roce 2013 napsal píseň „How Can I Resist You“ pro album Love, Logic & Will české zpěvačky Debbi. V následujícím roce vydal své první sólové album po 12 letech, které dostalo název Always. V roce 2018 následovala deska Colors. Koncem roku 2019 vyšla životopisná kniha Neuvěřitelný Ivan Král od novináře Honzy Vedrala, která vznikla ve spolupráci se samotným Králem.
Dne 2. února 2020 Ivan Král zemřel v Ann Arbor na rakovinu ve věku 71 let. Nedlouho po jeho smrti vyšlo album Smile složené z demonahrávek, které dokončil před svou smrtí.

## Diskografie

### Sólová
- Nostalgia (1995)
- Ohlédnutí / Looking Back (1996)
- Native: His Native Complete (1996)
- Alias (1997) – s Ivanem Hlasem, Davidem Kollerem a Karlem Šůchou
- Modré z nebe (Soundtrack) (1997)
- Prohlédnutí / Clear Eyes (1998)
- … „dancing barefoot“ (1999)
- Dancing Reboot Ivan Král Remixed (1999)
- Živě, dětským domovům (1999)
- Best of Ivan Král (2001)
- Cabriolet (soundtrack; 2001)
- Photoalbum (2002)
- Erotická revue (2003) – s Renatou Rychlou
- Bang Bang! (2005)
- Always (2014)
- Colors (2018)
- Smile (2020)

### Ostatní
- Horses (Patti Smith, 1975) – baskytara, kytara
- Radio Ethiopia (Patti Smith, 1976) – baskytara, kytara
- Easter (Patti Smith, 1978) – baskytara, kytara
- Wawe (Patti Smith, 1979) – baskytara, kytara, klávesy, violoncello
- Soldier (Iggy Pop, 1980) – kytara, klávesy
- Party (Iggy Pop, 1981) – kytara, klávesy
- Ignition (John Waite, 1982) – kytara, klávesy
- Insomnia in Zambia (Joy Rider, 1983) – produkce
- Outta the Nest (The Vipers, 1984) – produkce
- Everything Takes Forever (Band of Outsiders, 1984) – produkce
- Up the River (Band of Outsiders, 1985) – produkce
- Even Cowgirls Get the Blues (John Cale, 1987) – baskytara
- Eastern Bloc (Eastern Bloc, 1987) – produkce, baskytara, kytara, klávesy, zpěv
- Playtime (Marc Jeffrey, 1990) – baskytara, klávesy
- Exit at the Axis (Sky Cries Mary, 1991) – kytara
- Native (Native, 1992) – produkce, různé nástroje, zpěv
- Satisfied Mind (The Walkabouts, 1993) – kytara, syntezátor
- Kiss the Sky (Robert Stanke, 1993) – produkce
- Hudba z filmu Amerika (Michal Dvořák & David Koller, 1994) – kytara
- Černý kočky mokrý žáby (Lucie, 1994) – produkce, kytara, baskytara
- Garáž (Garáž, 1994) – produkce
- Ryzí zlato (Mňága a Žďorp, 1995) – produkce, kytara, klávesy
- Alice (Alice, 1995) – produkce, kytara
- Některý věci jsou jenom jednou (Janek Ledecký, 1995) – produkce, kytara, baskytara, klávesy
- Live from Bunkr – Prague (Noel Redding and Friends, 1996) – produkce, kytara
- Happyend (Mňága a Žďorp, 1996) – produkce, kytara, baskytara, klávesy
- Něco ti dám (Solomon Bob, 1996) – kytara
- Pohyby (Lucie, 1996) – produkce
- Znám tolik písní… (Jiří Suchý, 1996) – produkce
- King of Classic Rock 'N' Roll Band (Josef Pilař, 1996) – produkce, kytara
- Meky (Miroslav Žbirka, 1997) – kytara, baskytara
- Svět se zbláznil (Lenka Filipová, 1997)
- Walk Choc Ice (Walk Choc Ice, 1998) – produkce
- Songs for Boys & Girls (Miroslav Žbirka, 1999) – produkce, kytara, klávesy, zpěv
- Gypsy Streams (Triny Vocal Trio, 2001) – produkce, kytara, klávesy, baskytara
- Spousta andělů (Aneta Langerová, 2004) – produkce
- Peace Breaker (Skew Siskin, 2007)
- Come Hell or High Water (The Flowers of Hell, 2009) – baskytara
- Love, Logic & Will (Debbi, 2013) – autor

### Filmová hudba
- Pelíšky (1999)